# Алексеевское (городское поселение)
Городско́е поселе́ние посёлок городского типа Алексеевское — муниципальное образование в Алексеевском районе Татарстана Российской Федерации.
Административный центр — пгт Алексеевское.

## История
Статус и границы городского поселения установлены Законом Республики Татарстан от 31 января 2005 года № 11-ЗРТ «Об установлении границ территорий и статусе муниципального образования "Алексеевский муниципальный район" и муниципальных образований в его составе».

## Население
| 2010    | 2011    | 2012    | 2013    | 2014    | 2015    | 2016    |
| ------- | ------- | ------- | ------- | ------- | ------- | ------- |
| 11 279  | ↗11 314 | ↗11 417 | ↗11 516 | ↗11 633 | ↗11 677 | ↗11 720 |
| 2017    | 2018    | 2021    |         |         |         |         |
| ↗11 764 | ↗11 805 | ↘11 683 |         |         |         |         |

## Состав городского поселения
| № | Населённый пункт | Тип населённого пункта      | Население |
| - | ---------------- | --------------------------- | --------- |
| 1 | Алексеевское     | пгт, административный центр | ↘11 590   |
| 2 | Зотеевка         | деревня                     |           |
| 3 | Сабакайка        | деревня                     |           |